# Agostino Storace
Agostino Storace, conosciuto come lo Storacino (Genova, 1720 – Genova, 1793), è stato uno scultore italiano, attivo prevalentemente in Liguria durante il XVIII secolo. Formatosi nella celebre bottega del nonno materno Anton Maria Maragliano, fu uno degli ultimi e più significativi interpreti della grande stagione della scultura lignea genovese in stile barocco.

## Biografia

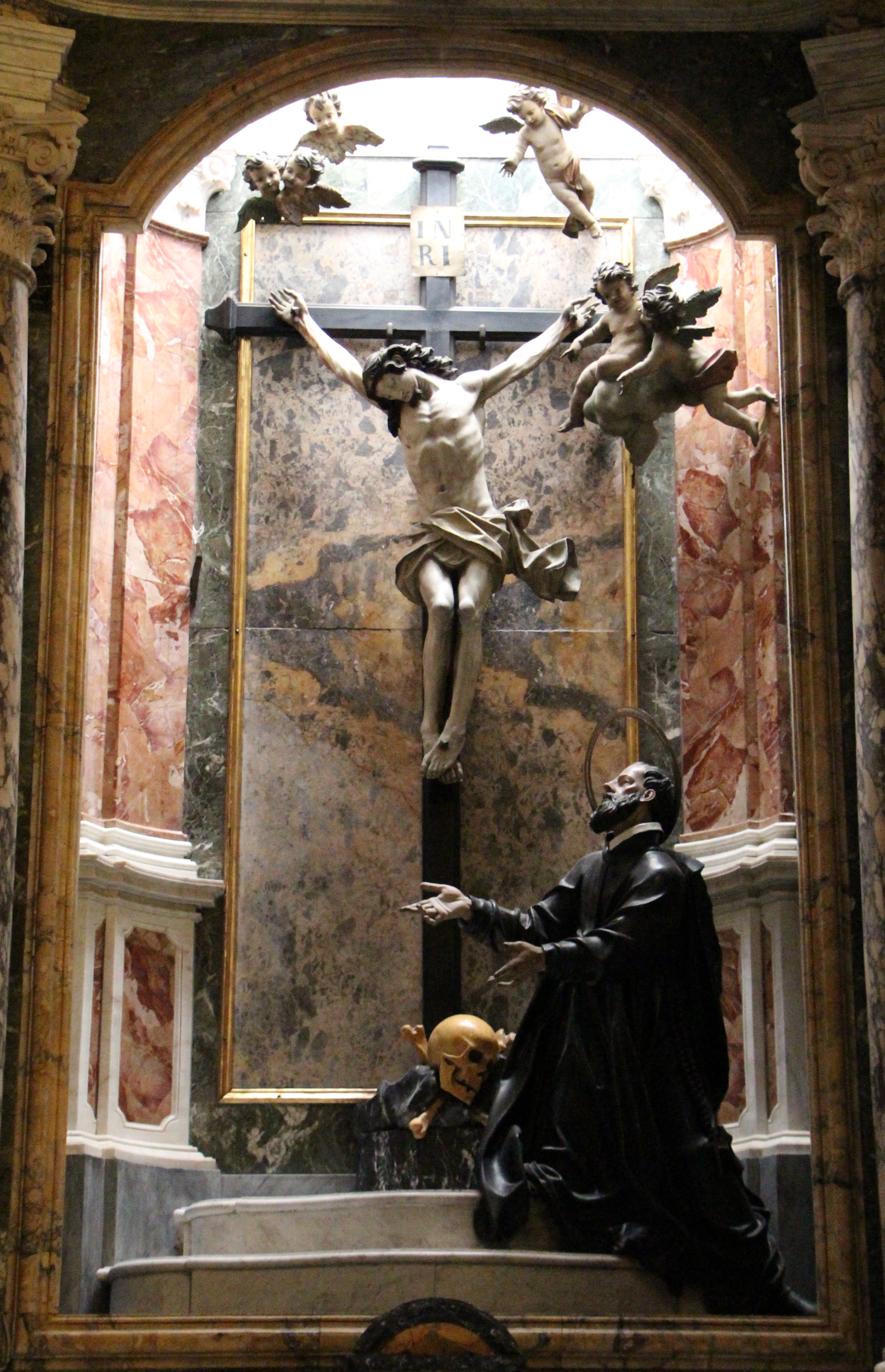
Crocifisso di San Girolamo Emiliani e angeli, Chiesa della Consolazione, 1747

Agostino nacque a Genova nel secondo decennio del Settecento da Giovanni Battista Storace e da una delle figlie dello scultore Anton Maria Maragliano. Fu avviato alla scultura nella bottega del nonno, situata in Strada Giulia, e collaborò fin da giovane alla produzione artistica del laboratorio familiare.
Sebbene sia documentato il suo apporto a importanti opere già negli anni Trenta del Settecento, come la Pietà del Santuario della Madonnetta (1731-1732) e il Battesimo di Cristo a Vado Ligure, la documentazione certa sulla sua attività autonoma inizia solo dopo la morte del Maragliano nel marzo del 1739. A quel punto, ereditò ufficialmente la bottega assieme al cugino Giovanni Maragliano.

## Opere
Le sue prime opere indipendenti risalgono agli anni Quaranta del Settecento. Tra queste, è particolarmente significativa la composizione processionale raffigurante Cristo appare a San Martino, datata al 1740 e destinata alla confraternita di San Martino a Genova Pegli. In questa fase iniziale della sua carriera, Storace predilige un’interpretazione più raccolta e delicata dello stile del nonno, con l’introduzione di elementi distintivi come volumi accuratamente calibrati e fisionomie caratterizzate da nasi sottili, fronti ampie e occhi allungati. Esemplari di questa tendenza si riscontrano nel San Giovanni Nepomuceno di Santa Margherita Ligure del 1742, nel San Lorenzo della parrocchiale di Quiliano realizzato tra il 1745 e il 1750, e nella Madonna Addolorata della parrocchiale di Pieve di Campi nel Parmense. Lo stesso può dirsi per la composizione dedicata al beato Girolamo Emiliani nella chiesa genovese di Santa Maria Maddalena, anch’essa databile al 1750. Più grandiosa, invece, è l’impostazione piramidale del Martirio dei santi Nazario e Celso, realizzata tra il 1750 e il 1751 per la confraternita omonima di Pegli, che rivela l’influenza delle cosiddette “macchine” scenografiche che Maragliano aveva introdotto nei decenni precedenti.

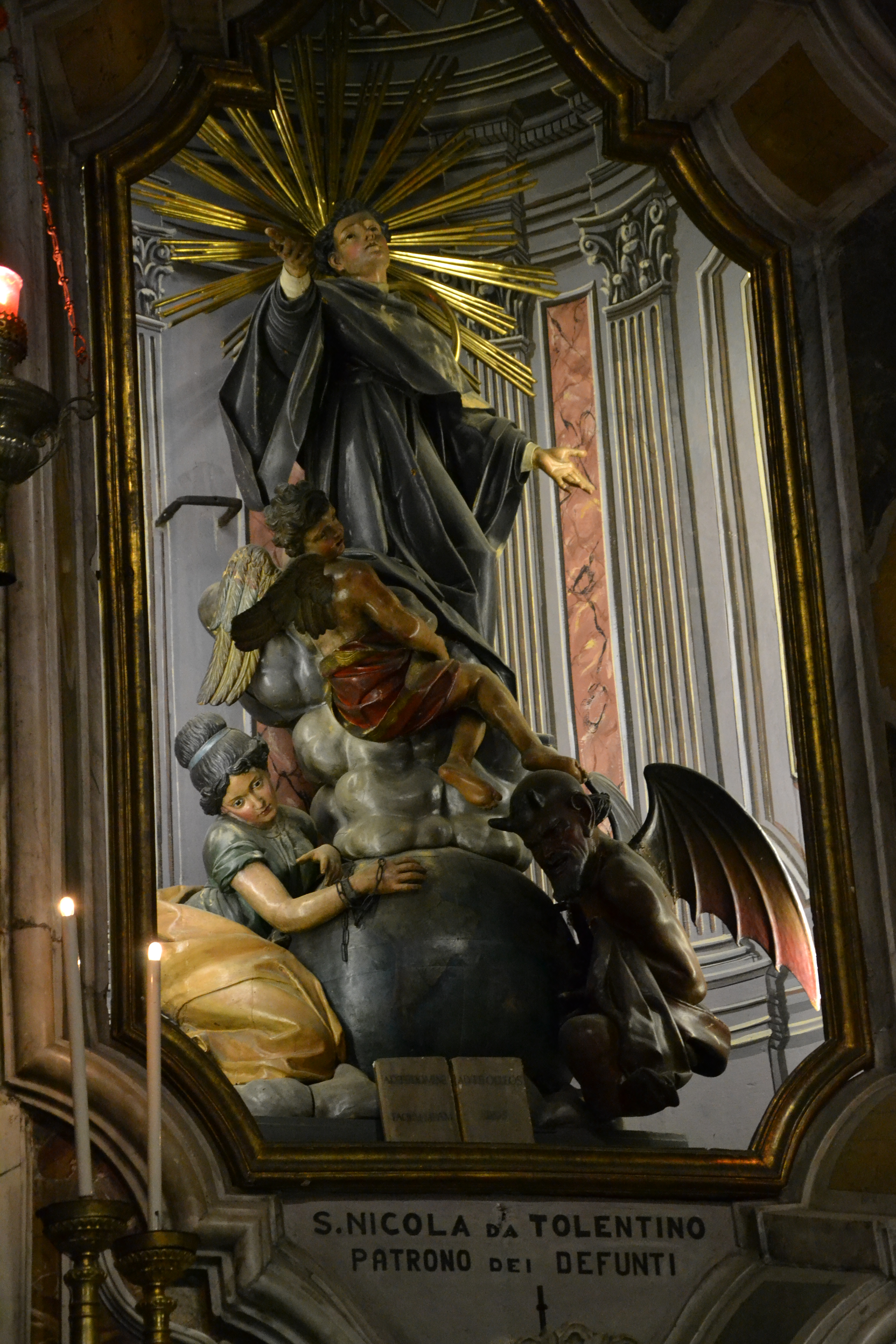
San Nicola da Tolentino, Chiesa della Consolazione

Negli anni Cinquanta e Sessanta, Storace raggiunse la piena maturità artistica, con una produzione intensa e geograficamente estesa soprattutto nelle Riviere liguri. In questo periodo si cimentò in complesse sculture devozionali, tra cui si ricordano le Madonne del Carmine realizzate per le chiese di Montale di Levanto e di Loano, opere per la parrocchiale di Roviasca a Quiliano e per le comunità di Genova Bavari e Valleggia, come pure la Trasfigurazione di Gesù e l’Annunciazione eseguite tra il 1757 e il 1758. Nel 1764, la confraternita della Misericordia di Albenga acquistò una Trinità, segno dell’alto prestigio ormai raggiunto dallo scultore. Nello stesso periodo si registra anche un compenso per l’“accomodo” di paliotti lignei a favore della compagnia di Nostra Signora Assunta, affiliata alla confraternita di San Giorgio.
Storace si distinse anche per un impegno corporativo volto alla promozione del mestiere scultoreo: l’11 ottobre 1761 fu eletto, con trentadue voti su trentaquattro, procuratore e deputato di una commissione di sei membri incaricata di promuovere presso il Senato genovese la fondazione dell’Arte degli scultori e intagliatori in legno. L’iniziativa, pur non portata a termine, testimonia la volontà di affermazione istituzionale della categoria e il ruolo di leadership esercitato da Storace all’interno del proprio ambiente professionale.
L’attività nella bottega di strada Giulia, dove era coadiuvato da numerose maestranze e collaboratori, come Giulio Casanova, Giulio Cesare Vincentelli e Giuseppe Pagliari, continuò a ritmi intensi. A conferma della vitalità del laboratorio si ricordano le opere realizzate tra il 1767 e il 1768, come la Madonna del Rosario per Genova Premanico e i tre apostoli dormienti destinati al convento di Santa Clara a La Laguna, sull’isola di Tenerife. Anche negli anni Settanta e Ottanta Storace continuò a produrre gruppi significativi, come il San Lorenzo per Orco (1770), la Sacra Famiglia per Valleggia (1778) e una Madonna Assunta per Vaccarezza, quest’ultima attribuita alla sua bottega ma curiosamente firmata con il cognome Maragliano, fatto che dimostra il persistente richiamo del nome del nonno. Nel 1779 eseguì un Sant’Antonio da Padova per la medesima località, mentre alcune Madonne Assunte conservate in Corsica – a Palasca e Speloncato – sono oggi assegnate alla sua mano per motivi stilistici. Ancora nel 1788, a testimonianza della sua longevità artistica, completò una Madonna del Rosario per la chiesa del Santo Sepolcro a Portio, e nel 1793 ricevette un pagamento per un San Marco Evangelista destinato alla parrocchiale di Borghetto d’Arroscia.
Non si conosce con precisione la data del suo decesso, che si colloca comunque dopo il 1793. Lungo tutta la sua carriera, Agostino Storace rappresentò una figura di transizione tra la grande stagione del barocco genovese e le nuove istanze espressive del tardo Settecento, proseguendo con coerenza il linguaggio del Maragliano ma introducendo un proprio stile distintivo, caratterizzato da compostezza, precisione volumetrica e controllo espressivo.